# 懷氏鋸腹鰳
懷氏鋸腹鰳為輻鰭魚綱鲱形目鋸腹鰳科的其中一種，為熱帶淡水魚，分布於南美洲巴西及厄瓜多亞馬遜河流域，棲息在溪流表中層水域，生活習性不明。